# Santa Maria de Itabira
Santa Maria de Itabira är en kommun i Brasilien.   Den ligger i delstaten Minas Gerais, i den sydöstra delen av landet, 700 km sydost om huvudstaden Brasília. Antalet invånare är 10 561.
Omgivningarna runt Santa Maria de Itabira är huvudsakligen savann. Runt Santa Maria de Itabira är det ganska glesbefolkat, med 22 invånare per kvadratkilometer.